# Castello di Pont-d'Ain
Il castello di Pont d'Ain, sorto sulle fondamenta di una struttura antecedente il 1285 dei signori di Coligny, viene costruito nel secolo XV, ricostruito secolo XVI e modificato ancora nel XIX secolo. Si trova nel dipartimento francese dell'Ain, nella regione Rodano-Alpi, nel comune di Pont-d'Ain, alla periferia della cittadina nel distretto di Catherinette.

## Storia
Il territorio e il castello furono inizialmente un possedimento dei Coligny. Beatrice, figlia di Ugo di Coligny, venne concessa in sposa nei primi anni del secolo XIII ad Alberto III de la Tour-du-Pin, padre di Umberto I de la Tour Delfino di Viennois. Alberto cede il castello nel 1285 a Roberto, duca di Borgogna il quale lo rimette, con scambio nel 1289, al conte Amedeo IV di Savoia. I Savoia manterranno il castello con i suoi beni per quasi tre secoli, mantenendo qui la capitale del feudo.
Nel 1327, il castello fu incendiato dal Delfino di Viennois con i suoi alleati delle famiglie di Thoire-Villars e di Ginevra, quando attaccarono Bresse.
Nel 1586, il duca Carlo Emanuele I di Savoia assoggetta la signoria di Pont d'Ain, come membro del marchesato di Treffort, a Joachim de Rye, cavaliere, marchese di Treffort, che fece ricostruire verso il 1590 il castello così com'è giunto al secolo XXI.

## Il castello
L'edificio ricostruito nel secolo XVI, è una struttura seria, rettangolare, su tre piani più i tetti rinnovati verso la metà del secolo XVIII. Il piano terra si racchiude in un'area delimitata con una scala in legno datata 1594 e restaurata, poi, durante il XIX secolo. Al primo piano è presente una volta affrescata nel secolo XIX; altri affreschi del 1849 in una parte del secondo piano sono gli elementi più significativi del castello.
La corte è circondata da due edifici di cui uno è, in parte, ricostruito sulle mura medioevali preesistenti. Questi edifici conservano parti antiche, come si è detto, una cantina a volte, un pozzo certamente del secolo XVI, ed un forno.